# チェキッティービー
チェキッティービー(英語:Check-i-TV)とは、2001年4月26日、ソニー・コンピュータエンタテインメントより携帯電話接続ケーブルと同梱で発売されたユーザー参加型PlayStation 2用ソフト。
i-mode対応携帯とPlayStation 2をつないで、毎日サーバーから配信されるデータを受信すると、キャラクターが寸劇をしながら時事ネタをしゃべるという画期的なシステムが採用されていた。　
この基本システムを同社から発売されたPlayStation 3用ソフト「まいにちいっしょ」が受け継いでいる。2002年6月サービス終了。

## 概要
チェッキティービーのキャラクターが喋る内容は、ユーザーからの投稿ネタを中心に構成されていた。
ユーザーからネタを集めて、そのネタをもとにコンテンツを作ってしまう、いわば「投稿ゲーム」。　投稿が採用されたユーザーには投稿ポイントが加えられ、週間ランキングや月間ランキングが発表されていた。

## コーナー
コーナーの種類も豊富でユニークなものが多かった。

### ランキン i
ユーザーから決まったお題のアンケートを集計し、それを紹介するコーナー。ゲームに関係するものや映画、恋愛などいろいろなジャンルのランキングが紹介されていた。

### 命名師　雷蔵さん
投稿された写真に、リーダーキャラクターの雷蔵さんが名前をつけてくれるコーナー。

### 着ぐるみがいく
キャラクターがインタビューをする形式で著名ゲームクリエイターやアーティストなど色々な人にインタビューをするコーナー。